# Dhu-l-hijja

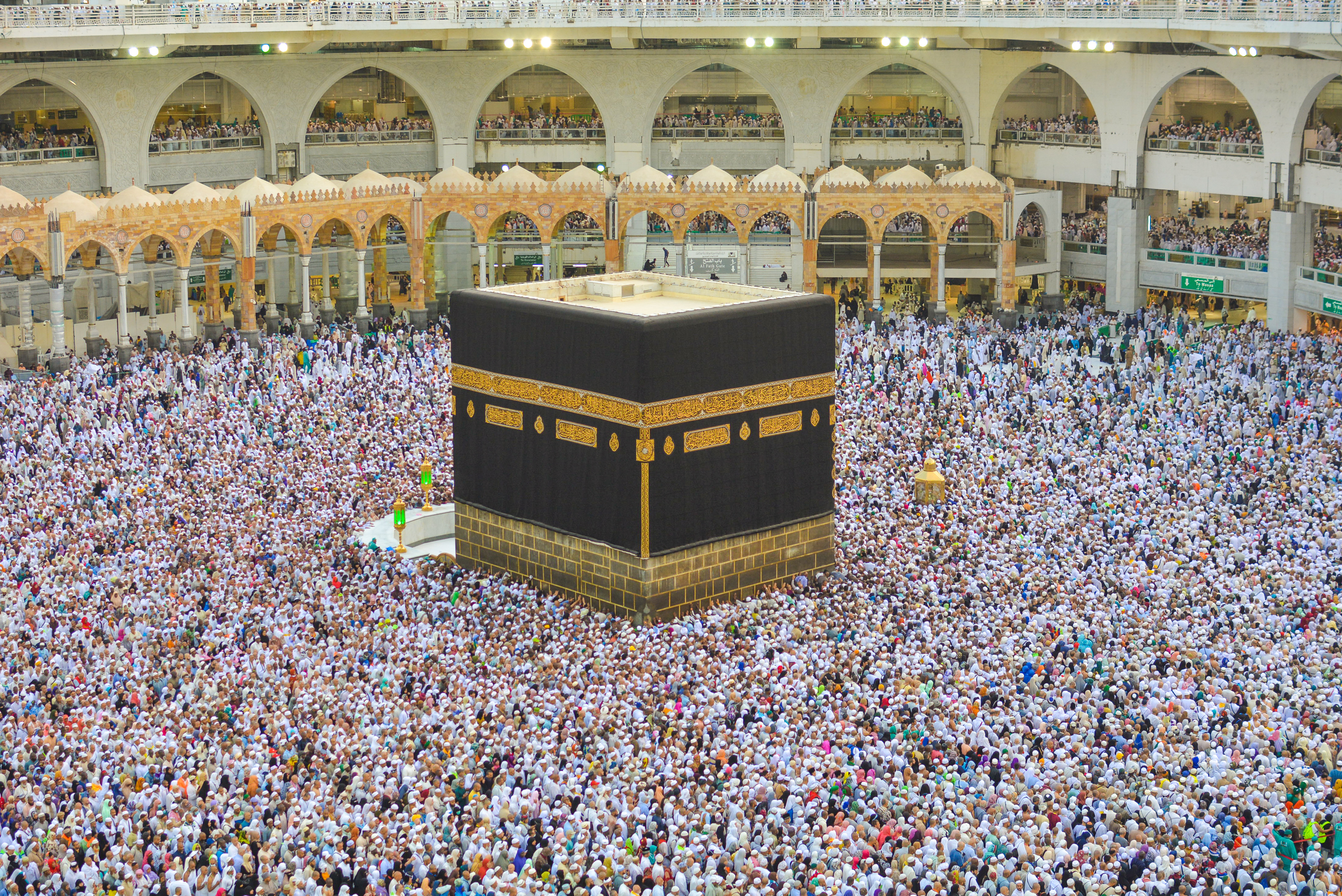
Durant el mes de Dhu-l-hijja és realitza, tradicionalment, la peregrinació a la Gran Mesquita de La Meca per retre homenatge a la Kaaba.

Dhu-l-hijja (àrab: ذو الحجة, ḏū l-ḥijja) és el dotzè mes del calendari musulmà i té 29 o 30 dies. És un mes especialment assenyalat perquè marca la fi de l'any i perquè s'hi realitza el gran pelegrinatge a la Meca (hajj), que és un dels cinc pilars de l'islam. També s'hi celebra una de les festivitats més importants de l'islam, l'Id al-Adha o Festa del sacrifici, que assenyala la fi dels rituals de la peregrinació.
El nom significa ‘mes del pelegrinatge’ perquè aquest ja s'efectuava a l'època preislàmica. Dhu-l-hijja té 29 dies els anys anomenats «simples» i 30 els anys dits «intercalars», és a dir, els anys 2n, 5è, 7è, 10è, 13è, 16è, 18è, 21è, 24è, 26è i 29è de cada cicle de 30 anys. És un dels quatre mesos en què és prohibit lluitar, junt amb muhàrram, ràjab i dhu-l-qada.

## Dates assenyalades
- 8 al 13 de dhu-l-hijja, pelegrinatge a la Meca.
- 10 de dhu-l-hijja, celebració a tot el món islàmic de l'Id al-Adha, en la qual se solen sacrificar xais en record del que va sacrificar Abraham en lloc del seu fill.